# آن بليث
آن بليث (بالإنجليزية: Ann Blyth )‏ (و. 1928  م) هي ممثلة أفلام، ومغنية، وممثلة مسرحية، وممثلة تلفزيونية أمريكية، ولدت في ماونت كيسكو.

## وصلات خارجية
- آن بليث على موقع IMDb (الإنجليزية)
- آن بليث على موقع ألو سيني (الفرنسية)
- آن بليث على موقع ميوزك برينز (الإنجليزية)
- آن بليث على موقع تيرنر كلاسيك موفيز (الإنجليزية)
- آن بليث على موقع أول موفي (الإنجليزية)
- آن بليث على موقع قاعدة بيانات برودواي على الإنترنت (الإنجليزية)
- آن بليث على موقع قاعدة بيانات الأفلام السويدية (السويدية)
- آن بليث على موقع إن إن دي بي (الإنجليزية)
- آن بليث على موقع ديسكوغز (الإنجليزية)
- آن بليث على موقع قاعدة بيانات الفيلم (الإنجليزية)